# Żelice (Grande-Pologne)
Pour les articles homonymes, voir Żelice.
Żelice (prononciation : [ʐɛˈlit͡sɛ]) est un village polonais de la gmina de Wągrowiec dans le powiat de Wągrowiec de la voïvodie de Grande-Pologne dans le centre-ouest de la Pologne.
Il se situe à environ 10 km à l'ouest de Wągrowiec (siège de la gmina et du powiat), et à 48 km au nord de Poznań (capitale de la Grande-Pologne).
Le village possédait une population de 541 habitants en 2013.

## Histoire
De 1975 à 1998, le village faisait partie du territoire de la voïvodie de Piła.

Depuis 1999, Żelice est situé dans la voïvodie de Grande-Pologne.